# S.A.S. 英国特殊部隊
『S.A.S. 英国特殊部隊』（エス・エー・エス えいこくとくしゅぶたい、原題：Ultimate Force）は、実在の特殊部隊「S.A.S.」の活躍を描いたイギリスITV1のテレビドラマ。

## 概要
イギリス陸軍の特殊部隊第22連隊（通称SAS）に所属する「レッドチーム」の隊員が、テロ等の緊急事態に出動し、命がけのミッションに挑む姿を描いたアクション・ドラマである。元SAS隊員もスタッフに加わったというリアリズムが見もの。英国のITV1局で2002年から放送されて大ヒットし、シリーズ化された。日本ではWOWOWで放送され、ドラMAX アリーナ (旧：クラビット･アリーナ)でも配信されていた。2008年8月よりスーパー!ドラマTVにて全話放送され、それまで未放送だった「ジャスト・ア・ターゲット」も字幕にて放送された。
発売、レンタルされている作品にはタイトルネームのみが記載されているため、制作順番に見るためには事前の下調べが必要だったが、現在ではシーズンごとのボックスセットがあるため、問題は解消されている。

## キャスト
- ヘンノ・ガルビー上級軍曹（レッドチーム・リーダー）：ロス・ケンプ/大塚明夫
- ジェイミー・ダウ伍長：ジェイミー・ドレイブン/阪口周平
- ピート・トワムリー伍長（後に軍曹）：トニー・クラン/小野大輔
- リッキー・マン伍長：ダニー・スパーニ/伊丸岡篤
- ジェム・ポイントン伍長：エリオット・コーワン/石井真
- アレックス・レオナルド伍長：センディル・ラママーシー/柴田創一郎
- サム・レオナルド伍長：アンソニー・ホーウェル
- キャロライン・ウォルシュ大尉：アレックス・レイド/細野雅世
- ドッツィ・ドーニー中尉（後に大尉 レッド・チーム指揮官）：ジェイミー・バンバー/渡辺秀雄
- イアン・マカルウィン大尉（レッド・チーム指揮官）：リチャード・アーミティッジ
- パトリック・フレミング大尉（レッド・チーム指揮官）：サム・カリス/石上裕一
- ミック・シャープ伍長：ロレンス・フォックス
- ルイス・ホフマン伍長：クリストファー・フォックス/櫛田泰道
- レベッカ・ギャラガー伍長（軍曹）：ヘザー・ピース/小野涼子
- デイブ・ウールストン伍長：ルイス・ダコスタ・ジョンソン/黒田崇矢
- エド・ダイアー伍長：リーアム・ガリガン
- フィン・ヤンガー伍長：ジェイミー・ミチエ/大須賀純
- アイダン・デンプシー大佐（連隊長）：マイルズ・アンダーソン/納谷六朗
- ジョニー・ベル上級軍曹（ブルー・チーム・リーダー）：クリス・ライアン
- ショーン・スミス上級軍曹（ブルー・チーム・リーダー）：デレク・ホーン
- ボックス500（MI5職員）：トビアス・メンジーズ
- プルー・バンクス（MI5職員）：ルーシー・アクハースト
- キャシー・クラプトン（MI5職員）：ハンナ・イェランド/沢城みゆき
- ホーキン将軍：ドナルド・サンプター

## タイトル
- シーズン1

S.A.S. 英国特殊部隊（ノータイトルまたは「キルハウス」）

S.A.S. 英国特殊部隊　ブレイクアウト

S.A.S. 英国特殊部隊　エネミー・ゾーン

その他　ジャスト・ア・ターゲット（コンプリートＢＯＸに収録されている未公開エピソード）
- シーズン2

S.A.S. 英国特殊部隊Ⅱ　シージャック

S.A.S. 英国特殊部隊Ⅱ　テロリズム

S.A.S. 英国特殊部隊Ⅱ　バトルミッション

- シーズン3

S.A.S. 英国特殊部隊アルティメット・フォース　ハイジャック

S.A.S. 英国特殊部隊アルティメット・フォース　エネミー・ライン

S.A.S. 英国特殊部隊アルティメット・フォース　デッド・リミット

S.A.S. 英国特殊部隊アルティメット・フォース　チェチェン・ウォー

- シーズン4

S.A.S. 英国特殊部隊Ⅳ　レッド・ホステージ

S.A.S. 英国特殊部隊Ⅳ　コロンビアン・コネクション

S.A.S. 英国特殊部隊Ⅳ　アルカイダ・クラッシュ

S.A.S. 英国特殊部隊Ⅳ　バスジャック

S.A.S. 英国特殊部隊Ⅳ　プルトニウム・テロ

## 原題
Ultimate Force season1 
```
Episode1:The Killing House
Episode2:Just a Target
Episode3:Natural Selection
Episode4:Breakout
Episode5:The Killing of a One-Eyed Bookie
Episode6:Something to Do with Justice
```

Ultimate Force season2
```
Episode1:Communication
Episode2:Mad Dogs
Episode3:Wannabes
Episode4:The List
Episode5:What in the Name of God
Episode6:Dead IS Forever
```

Ultimate Force season3
```
Episode1:Deadlier Than the Male
Episode2:Never Go Back
Episode3:Class of 1980
Episode4:Weapon of choice
```

Ultimate Force season4
```
Episode1:The Changing of the Guard
Episode2:charlie Bravo
Episode3:Dividing Line
Episode4:Violent Solutions
Episode5:Slow Bomb
```